# San Tomaso Agordino
San Tomaso Agordino (San Tomas in ladino) è un comune italiano di 595 abitanti della provincia di Belluno in Veneto, posto fra le valli del Biois e del Cordevole. Si tratta di un comune sparso con sede comunale nella frazione Celat.

## Geografia fisica
Comune con un territorio di 19,15 km², sorge a ridosso del gruppo montuoso del Sasso Bianco (2407 m s.l.m.), su un costone alla destra orografica del torrente Cordevole. È costituito da 25 villaggi posti ad altitudini variabili da 776 m s.l.m. a 1450 m s.l.m. La sede municipale è Celat a 1081 m s.l.m.

### Idrografia
Il territorio del comune è attraversato dal torrente Cordevole che lambisce la frazione di Avoscan. Altri piccoli torrenti degni di nota, tutti suoi affluenti sono:
- Ru delle Nòttole
- Torrente delle Calchere
- Ru delle Fucine o di Pecol
- Ru Pissolòt
- Ru di Col de Riz
- Ru delle Donne (segna il confine con il comune di Rocca Pietore)La chiesa parrocchiale nella frazione di Celat

La chiesa parrocchiale nella frazione di Celat

## Storia
Ad Avoscan, la frazione del Comune posta nel fondovalle, fino a qualche decennio fa si poteva scorgere i resti del castello degli Avoscano. Il casato degli Avoscano dominò per circa venticinque anni la storia dell'Agordino nel corso del XIV secolo, periodo in cui queste zone erano in mano agli Scaligeri di Verona (1322-1337). La residenza di questa famiglia nobile era appunto il castello di Avoscan, esistente già al tempo delle invasioni barbariche. In riferimento all'edificazione della fortezza, la tradizione vuole che tre sorelle, tra loro in disaccordo, abbiano costruito tre castelli: quello di Avoscan, quello di Rocca Pietore e quello di Andraz. Non si hanno ulteriori notizie sulle origini di tali sorelle, forse perché questa tradizione si avvicina più alla leggenda che alla realtà. Altre testimonianze più attendibili descrivono il castello come "…un complesso di solidi edifici, alla maniera di fortilizio, e si estendeva anche lungo tutto il piccolo pendio, occupava il piano dove oggi passa la strada pubblica, e finiva sulla sponda del Cordevole".
Attualmente nel luogo dove sorgeva tale costruzione sono state edificate case private e quindi non rimangono più tracce del castello.

### Simboli
Lo stemma comunale, concesso con regio decreto del 9 marzo 1931, è d'azzurro, alla fascia d'argento, merlata alla ghibellina, attraversata dall'albero di abete, nodrito nella campagna erbosa di verde. Il gonfalone è un drappo di azzurro.

## Monumenti e luoghi d'interesse

### Chiesa di San Tommaso Apostolo a Celat
I primi documenti che citano la chiesa di San Tommaso Apostolo sono datati 1361 e riguardano la riconciliazione di detta chiesa da parte di Francesco, vescovo Masticense. La chiesa fu nuovamente consacrata nel 1437. Nel 1748 fu ristrutturata ed ampliata. Al suo interno si trovano alcune pregevoli tele settecentesche di Angelo Cimador e gli affreschi più recenti di Arturo Favaro, artista di Mogliano Veneto che li realizzò nell'abside della chiesa nel 1948. Negli anni Ottanta, inoltre, sono stati scoperti altri affreschi durante i restauri delle pareti interne, risalenti al XIV secolo.
Importante è il prezioso organo a trasmissione meccanica costruito nel 1802 da Gaetano Callido, uno dei migliori organari veneti del suo tempo. 
La prima domenica di settembre si festeggia la tradizionale sagra paesana, in cui si ricorda la consacrazione della chiesa.
Vi sono altre tre chiese minori da segnalare: quella sacramentale dell'Assunta ad Avoscan, quella dell'Annunciazione a Pecol e quella dello Spirito Santo a Ronch.

### Il "Vaticano"

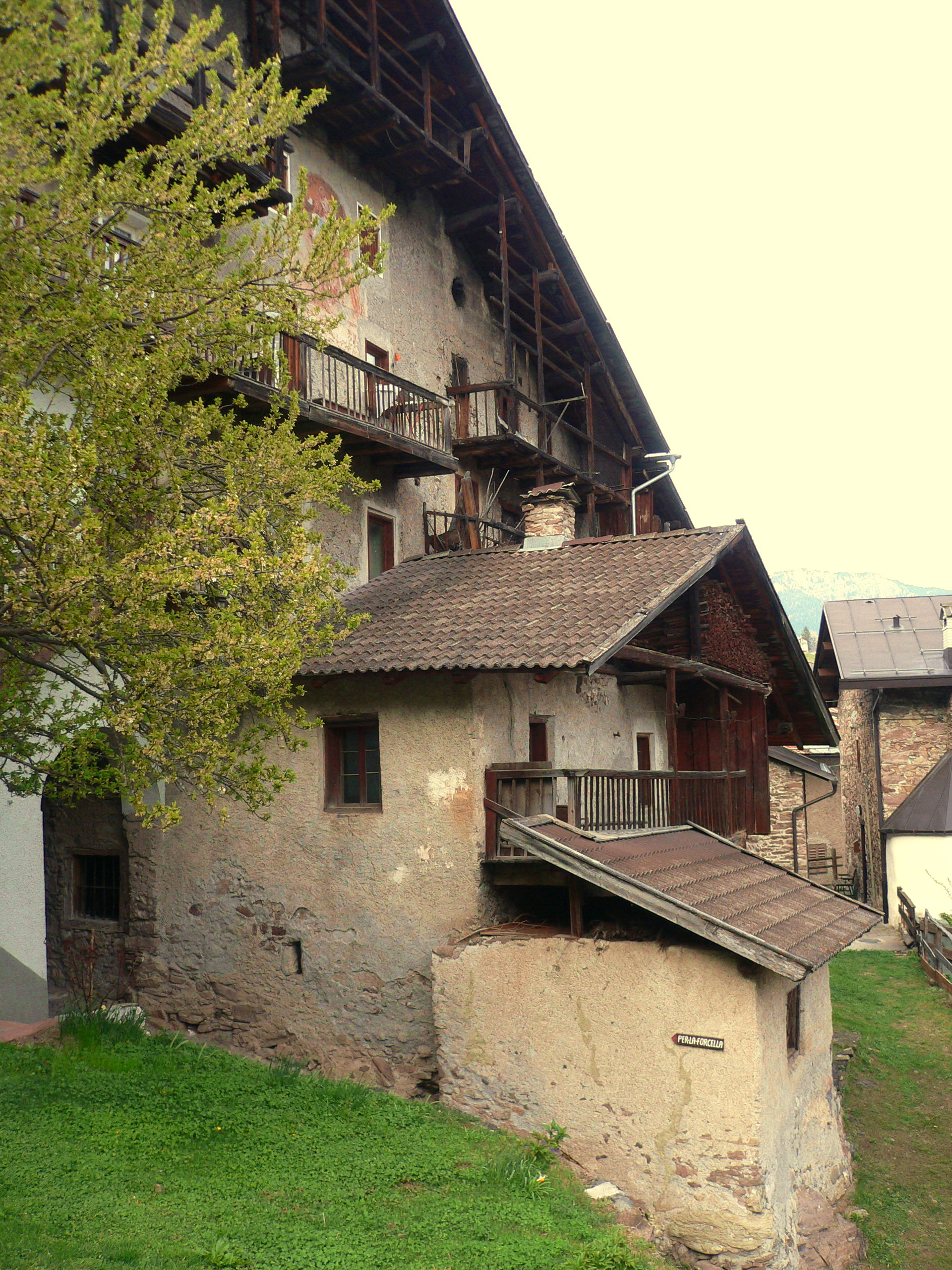
L'architettura del "Vaticano"

È un'antica abitazione che domina la frazione di Celat. Il nome deriva dalle imponenti dimensioni dell'edificio, che ricordava la grandezza della basilica a Roma. Non si hanno notizie certe sulla data di edificazione, la trave di colmo del tetto riporta la data 1707, ma sicuramente l'impianto originario è più antico. Infatti un tempo si usava "allargare" la pianta principale della casa, edificando tutto attorno ad essa ogniqualvolta vi fosse la necessità di ulteriore spazio, per esempio in occasione del matrimonio di un figlio maschio, che per tradizione non lasciava la casa paterna, ma vi portava la novella sposa. Si possono trovare ancora oggi, nella parte vecchia dei paesi, queste specie di condomini di un tempo.

### Planetario
Nel comune vi è un planetario, ospitato nel centro astronomico provinciale "Emigranti". Realizzato dall'amministrazione comunale con il contributo di comunità montana Agordina, regione Veneto e consorzio B.I.M. di Belluno, è una delle uniche strutture di questo genere in provincia di Belluno, affiancata solo dai planetari di Feltre e di Cortina d'Ampezzo.
Il progetto iniziato nell'anno 1995, si è concretizzato con l'inaugurazione ufficiale nel febbraio 2004. All'interno della struttura è installata una cupola in alluminio di 4 metri di diametro, sulla quale è possibile riprodurre il cielo stellato con 2400 stelle, il sole, la luna ed i pianeti del sistema solare. Vengono inoltre visualizzati l'orizzonte artificiale, i punti cardinali luminosi, le fasi di alba e tramonto, la via lattea. Tramite un proiettore dedicato è possibile simulare l'esplosione di una supernova con la formazione di una nebulosa, la nascita di una stella ed inoltre le fasi di un'eclissi lunare o solare. Sotto la cupola trovano posto 25 persone. Nella medesima sala è stato installato un telescopio tecnologicamente molto avanzato con ottica Ritchey Chretien dal diametro di 450 mm. Il puntamento al cielo avviene grazie alla possibilità di aprire una parte del tetto del Centro Astronomico. Controllato da computer in tutte le sue principali funzioni, consente l'osservazione di pianeti, satelliti, stelle e di molti altri corpi celesti quali ammassi stellari, supernove, galassie. Il costante collegamento al computer consente inoltre l'osservazione a più persone contemporaneamente. Il grande pregio di questa struttura è la sua posizione. L'abitato di Celat infatti, oltre a godere di una posizione strategica per le osservazioni, è totalmente privo di inquinamento luminoso. L'impianto di illuminazione della piazza antistante lo stabile, prevede la possibilità di essere spento o ridotto di luminosità, nelle ore serali in cui funziona il centro astronomico.
Il 17 dicembre 2004 è nata l'associazione astrofili agordini "Cieli dolomitici", che organizza manifestazioni, serate dedicate all'osservazione del cielo e serate di avvicinamento all'astronomia.

### Zip Line di San Tomaso
A San Tomaso Agordino esiste una teleferica che risulta essere la più alta delle Dolomiti ad oggi. La zip-line comprende 2 funi, 3 piattaforme, velocità massima a 80 km/h, una lunghezza totale di 1600 m, un dislivello di 260 m, il punto più alto raggiungibile di 175 metri, per 40 minuti di percorso circa.
Si racconta che: In uno splendido pomeriggio invernale di tanti anni fa il Duca d'Avoscano lasciò il suo castello per recarsi ad Alleghe ad acquistare una balla di paglia. La moglie un po' contrariata dall'improvvisa decisione gli raccomandò di non attardarsi, poiché quella sera avrebbe potuto incontrare la "Donaza". Il marito benevolmente rispose di non preoccuparsi poiché sarebbe ritornato prima dell'imbrunire. Prese le briglie e spronò i cavalli, la slitta scivolò leggera sulla pista di neve battuta; in breve apparve la chiesetta d'Alleghe. Un'ultima salita e poi la slitta si fermò sul sagrato dei villaggio. Il duca aveva tutta la buona intenzione di sbrigarsi in fretta ma si attardò un po' perché la faccenda della paglia andò per le lunghe, un po' perché si fermò all'osteria con gli amici. Quando risalì sulla slitta per rincasare, già brillavano in cielo le prime stelle. La notte era gelida e splendida, non si udiva nessun rumore, salvo il lieve fruscio dei pattini della slitta ed il cadenzato ritmo degli zoccoli dei cavalli. Cullato dal dondolio il Duca si addormentò. In lontananza si scorgevano già le torri dei castello, quando il Duca fu risvegliato di soprassalto a causa dell'improvviso impennarsi dei cavalli. Si stropicciò gli occhi, credendo di sognare e gli si rizzarono i capelli. Nel buio della notte rischiarata da grandi fuochi accesi gli si presentò davanti la "Donaza" alta come un abete con intorno i suoi sette "Donazin" simili all' "Om Selvarek". Il duca avanzò lentamente poiché era tardi per tornare indietro, affrontò con garbo la "Donaza" salutandola con parole magiche. La voce possente della Donaza fece rintronare il bosco: "Bravo, cavaliere d'Avoscan a te mai mancheran né vin né pan" e così dicendo con la sua enorme mano gli fece cenno di proseguire. Il Duca passò in mezzo ai fuochi guardando impaurito le enormi marmitte bollenti e giunse al castello pallido e sconvolto ripromettendosi che mai più sarebbe passato di notte per la Busa dele Donaze".

## Società

### Evoluzione demografica
Abitanti censiti

## Economia
Nel comune vi è una cava di pietra in località "I Piegn", dalla quale viene estratta la Dolomia del Serla, una pietra ornamentale dalla quale si ricavano lastre e pregiati manufatti.
Il turismo è costituito da utenti di seconde case, sparse in tutto il territorio, scelto per la sua tranquillità rispetto ai centri più affollati di Alleghe e Falcade, ma comunque molto vicini.
Tra il XIX e XX secolo le sfavorevoli condizione dell'economia locale portarono a forti flussi emigrazione verso Svizzera, Germania e Francia. Chi rimaneva nel comune si dedicava per lo più all'artigianato e al lavoro nei boschi. Vi erano poi tre mulini attivi che sfruttavano le acque del Rù delle Nottole, e alcune segherie oggi ormai in disuso.

## Amministrazione

### Gemellaggi
- Massaranduba, dal 2011

### Altre informazioni amministrative
La denominazione del comune fino al 1964 era San Tomaso.

## Galleria d'immagini

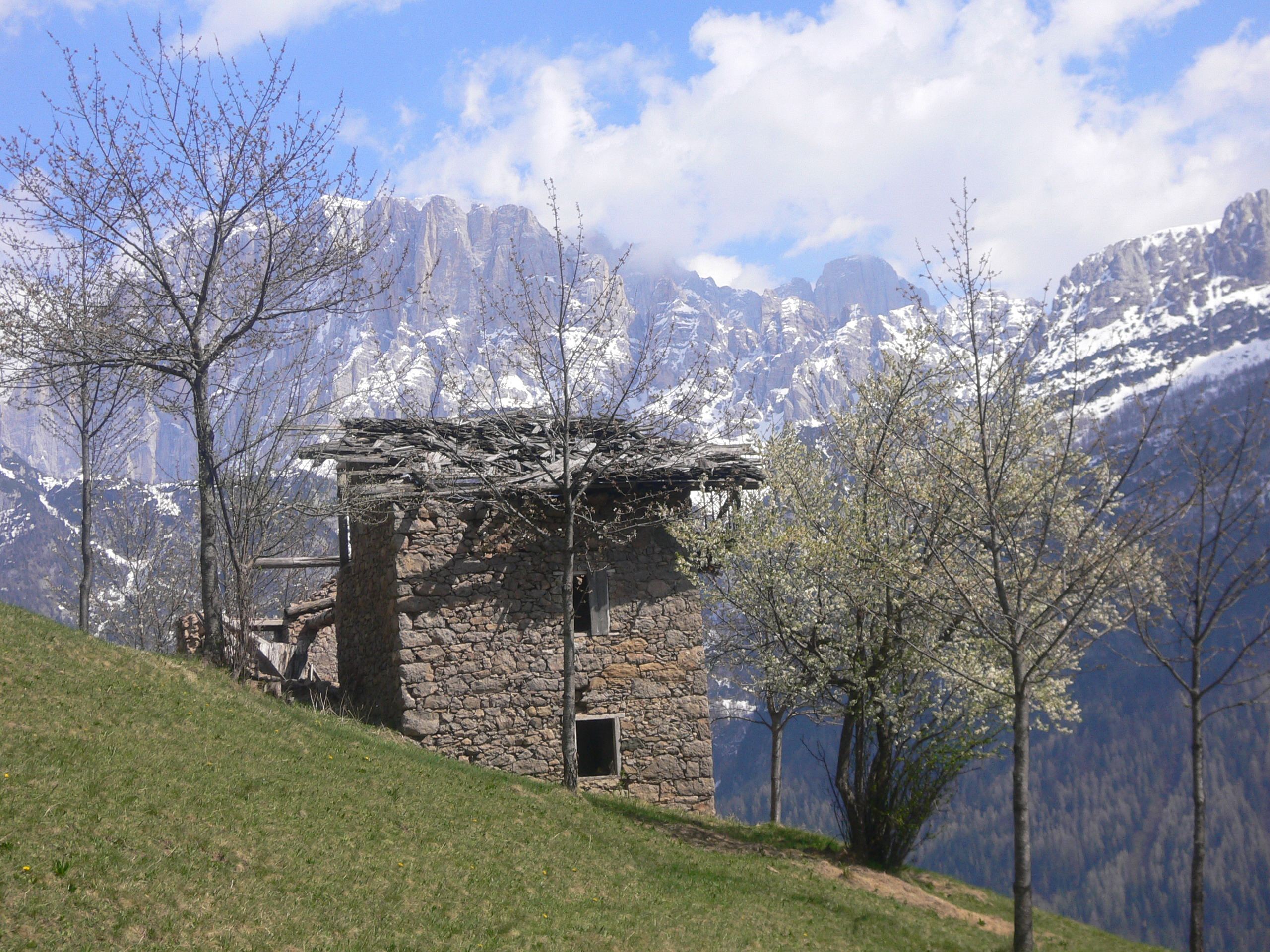
Rudere a Canacede, villaggio più alto del comune.
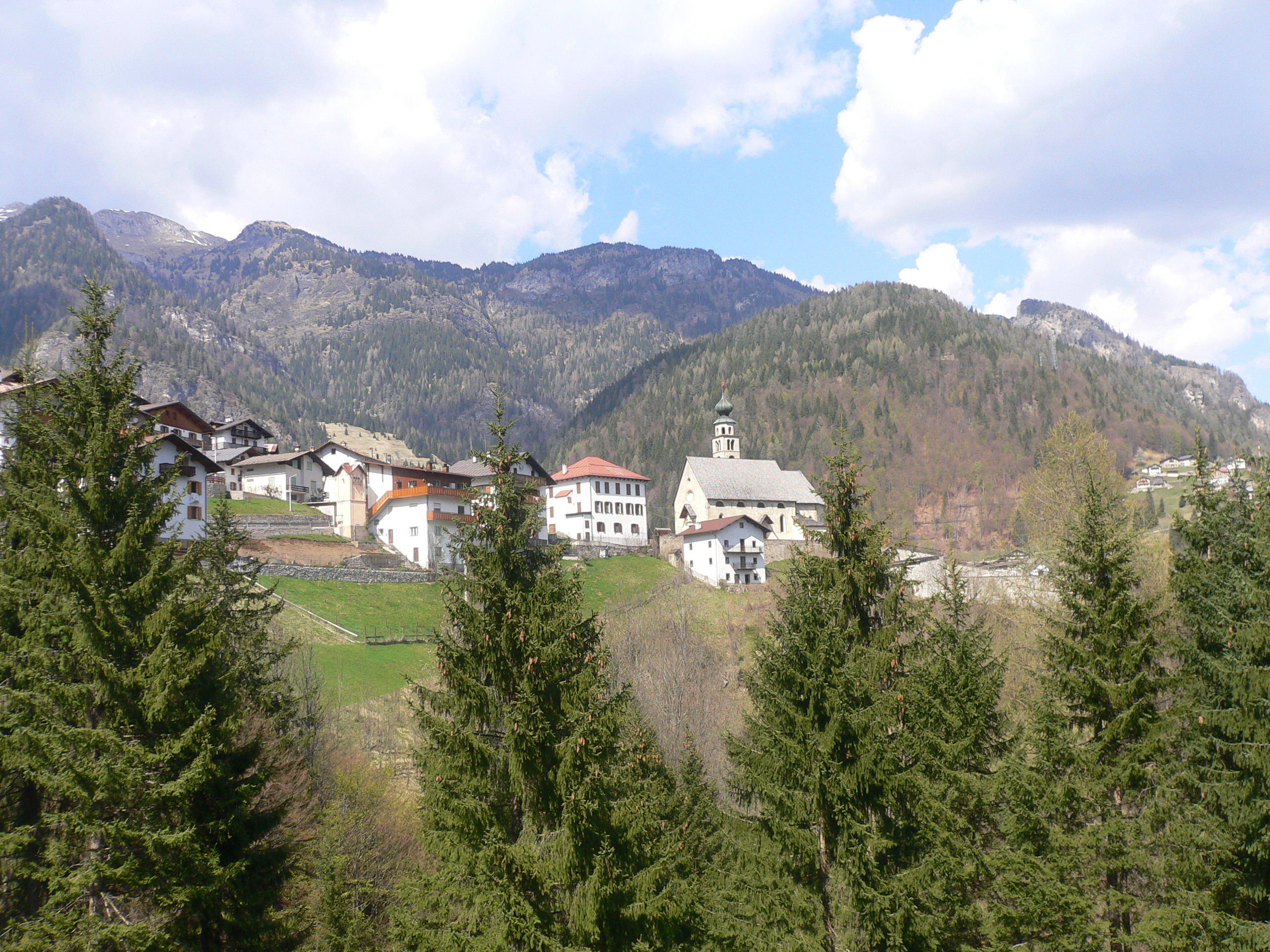
La chiesa parrocchiale
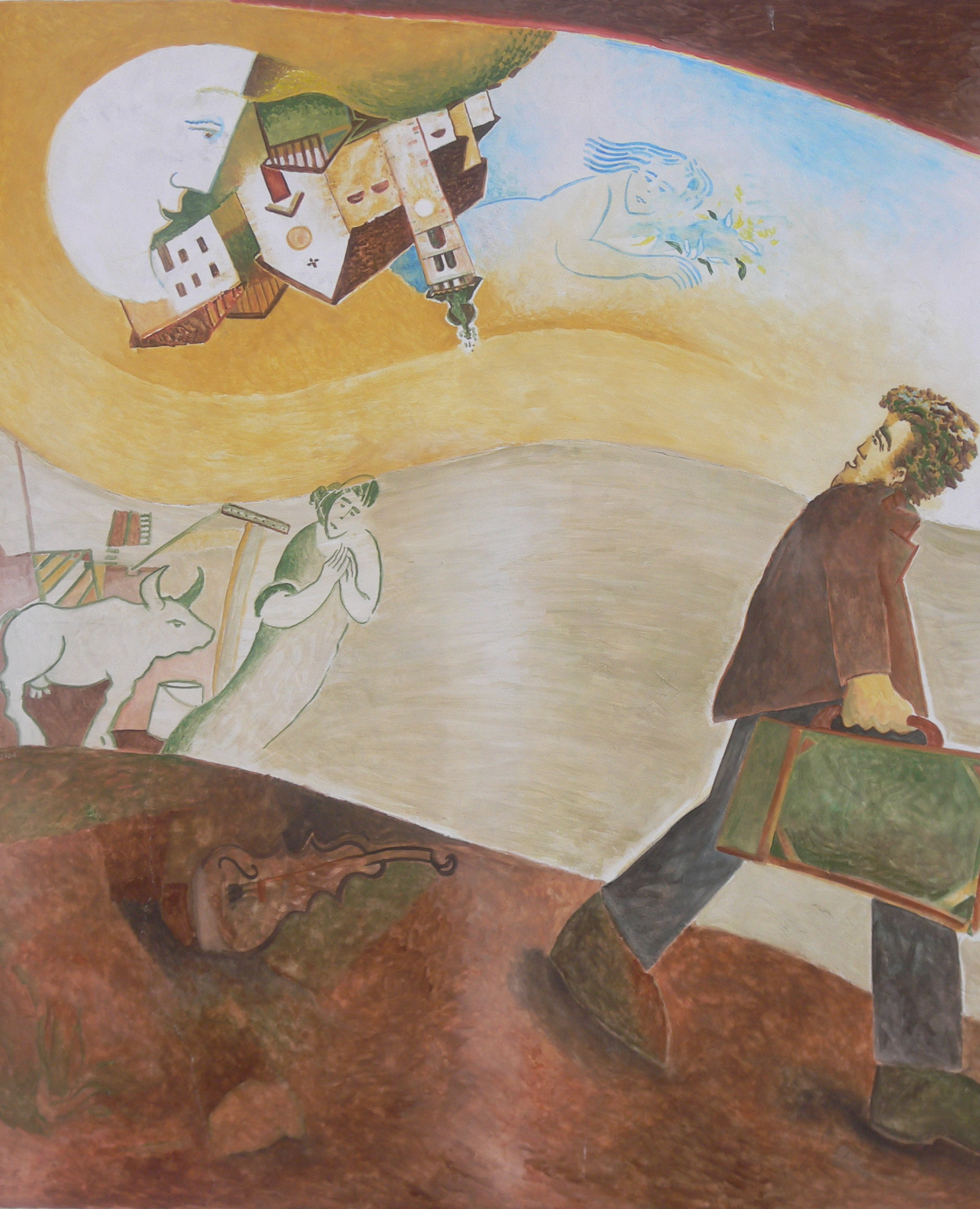
Dipinto dedicato agli emigranti che lasciavano le loro terre per cercar fortuna altrove.
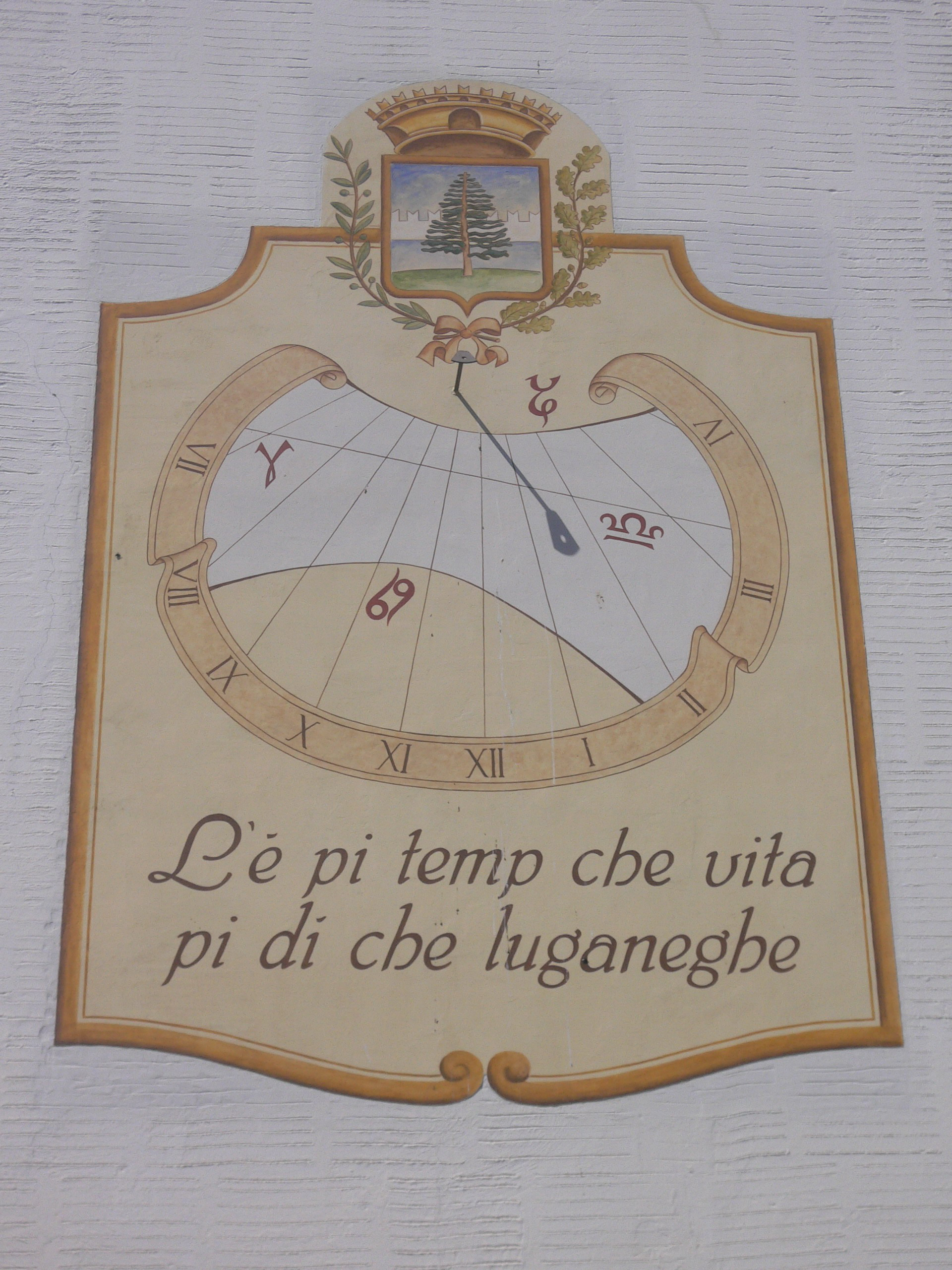
La meridiana ricorda lo scorrere del tempo, sulla facciata sud del Municipio.
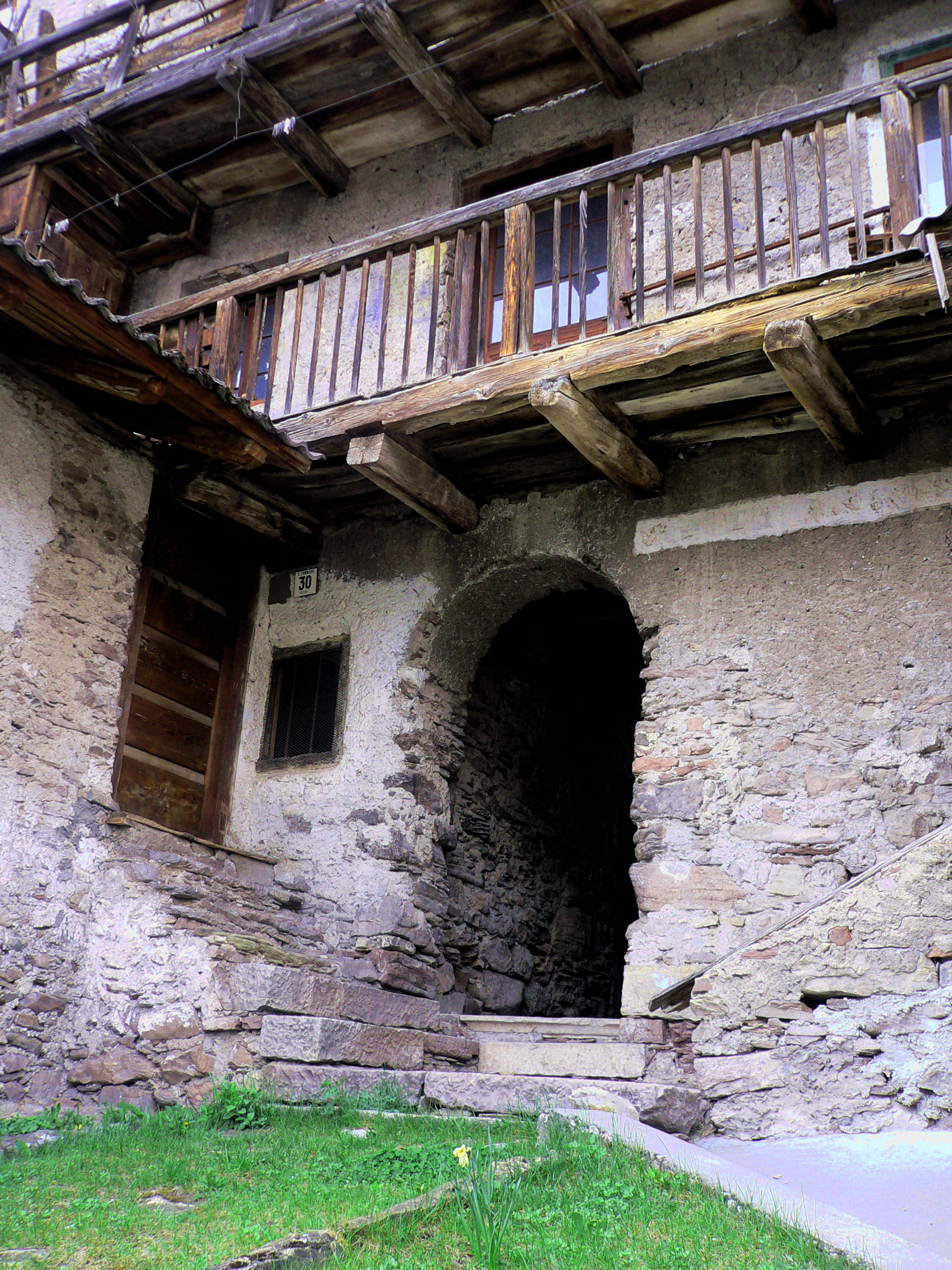
Un'altra veduta dell'antico edificio detto "Il Vaticano".
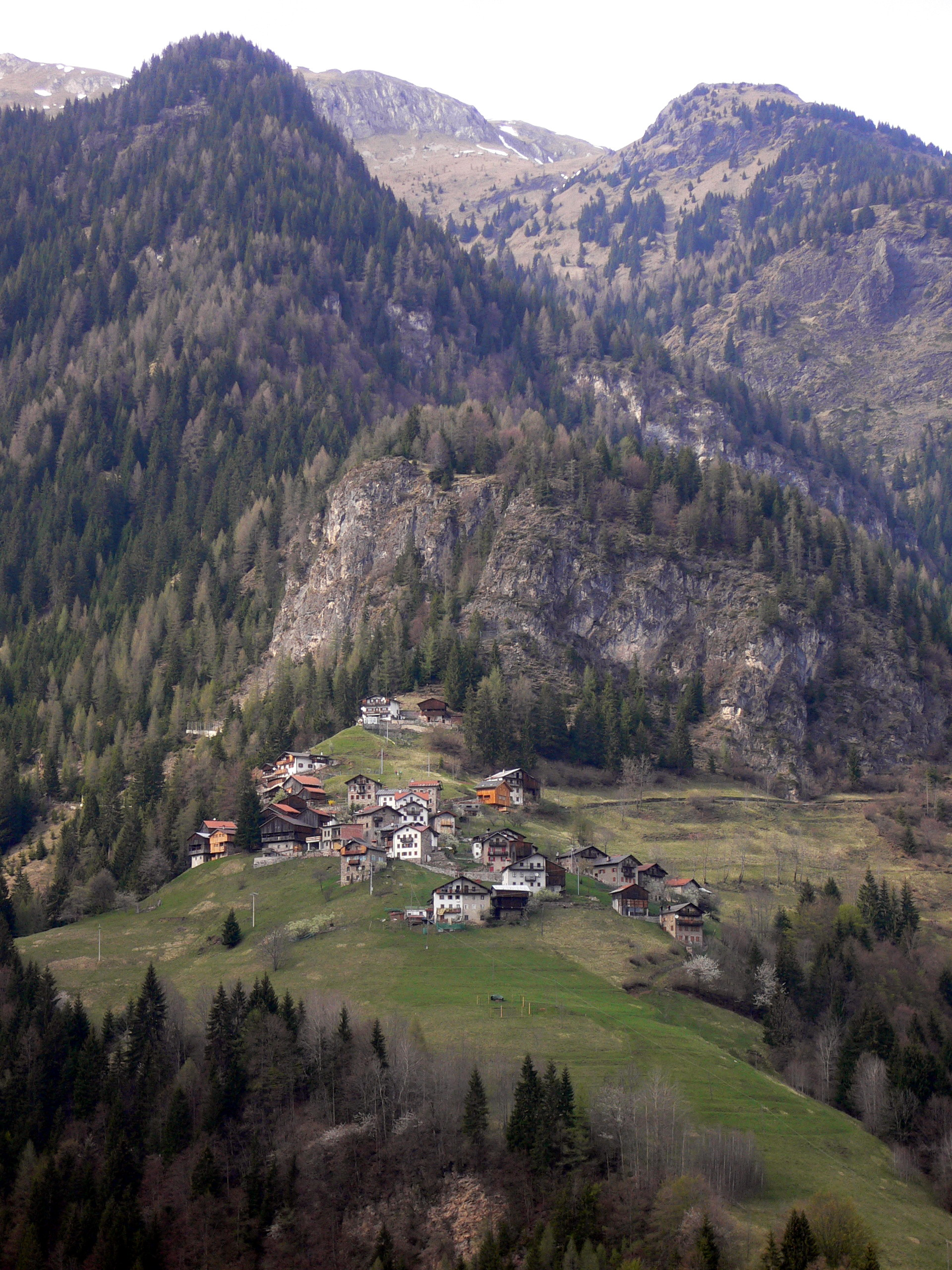
La remota frazione di Costoia, proprio sotto le pendici del gruppo montuoso del Sasso Bianco
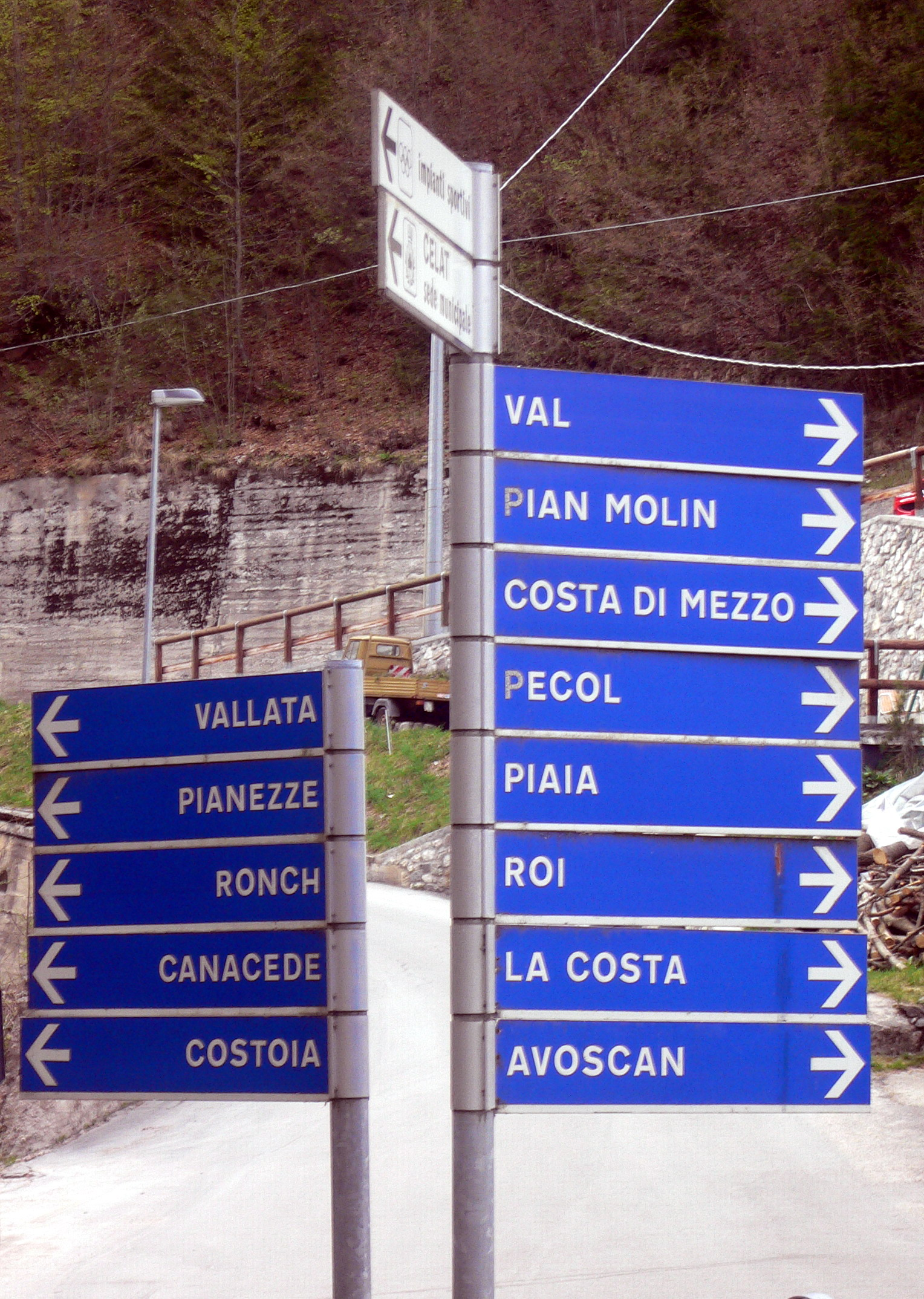
Numerosi cartelli stradali, testimonianza delle numerose frazioni sparse nel territorio comunale